# 佐々木勇気
佐々木 勇気（ささき ゆうき、1994年8月5日 -　）は、日本の将棋棋士。男性。スイスのジュネーヴ生まれ、埼玉県三郷市育ち。石田和雄九段門下。棋士番号は280。東京都立白鷗高等学校・附属中学校卒業。

## 棋歴

### アマチュア時代
- 将棋を始めたのは5歳の正月[1]。
- 2003年（平成15年）8月、三郷市立鷹野小学校3年生の時、岡山県倉敷市で開催された第2回全国小学生倉敷王将戦の「低学年の部」に出場し、優勝した[2]。
- 2004年4月29日[3]、小学4年生の時、第29回公文杯小学生将棋名人戦（現・さなる杯小学生名人戦）で優勝した[注 1][3]。小学4年生での優勝は、1994年（平成6年）の渡辺明以来10年ぶり、史上2人目の最低学年記録であった[注 2]。同年9月、6級で奨励会に入会する。

### 奨励会
- 5級時代に一度、降級点を喫したが、おおむね順調に昇級・昇段を重ね、2008年4月（中学2年生時）には13歳8か月で三段への昇段を果たした。これは13歳12か月（中学2年4月）で昇段した豊島将之を抜いて史上最年少記録となった（※一般向けには学年単位で捉えてタイ記録とする資料が多い）[注 3][4][5]。
- 奨励会三段リーグには、第44回（2008年度後期）から参加。2回（1年）以内に四段昇段すれば加藤一二三・谷川浩司・羽生善治以来4人目の「中学生棋士」、3回（1年半）以内に昇段すれば、渡辺明と同じく中学卒業と同時のプロ入りという記録がかかっていたが、第44回6位（12勝6敗）、第45回17位（9勝9敗）、第46回4位（13勝5敗）と、四段昇段に迫るも果たせなかった[注 4]。
- しかし、4回目となる第47回（2010年度前期）で14勝4敗（6勝4敗からの8連勝）・1位の成績を収め、プロ入りを決める[6]。当時のインタビューで、「やっぱりタイトルは取れるようになりたい。連勝記録[注 5]を塗り替えたい。勝ち進んでいきたい」と述べ、高い目標を掲げた[7]。16歳1か月でのプロデビュー（2010年10月1日付）は、現行三段リーグ制度導入（1987年）以降では、藤井聡太（14歳2か月）、渡辺明（15歳11か月）に次ぐ3番目の年少記録であり、通算でも藤井、加藤、谷川、羽生、渡辺に次ぐ6番目の年少記録である。

### プロ入り後
- 第3期加古川青流戦（2013年度）では決勝まで進み、三番勝負で千田翔太に2勝1敗で勝利（3局とも後手番が勝利）し、プロ棋戦初優勝を遂げた。
- 第42期棋王戦（2016年度）で予選・本戦を勝ち抜きベスト4進出するも、本戦準決勝と敗者復活からの挑戦者決定二番勝負でいずれも千田翔太に退けられ、タイトル挑戦はならなかった。

### 藤井聡太の連勝記録をストップ
- 第30期竜王戦4組ランキング戦で優勝。2017年7月2日に行われた竜王戦決勝トーナメントでは、6組優勝で公式戦29連勝無敗中であった藤井聡太との対局に勝利し、藤井に公式戦初黒星をつけた[8]。

### 順位戦・竜王戦での昇級
- 第25期竜王戦（2012年度）6組の昇級者決定戦・決勝で船江恒平を破り5組に昇級した。
- 第72期順位戦（2013年度）C級2組で8勝2敗の成績で3位となり、C級1組に昇級。規定により五段に昇段した[9]。
- 第27期竜王戦（2014年度）5組の昇級者決定戦・決勝で安用寺孝功を破り4組に昇級した。
- 第76期順位戦（2017年度）C級1組で阪口悟五段との対局に勝利し、勝数規定により2017年7月11日付で六段に昇段した[10]。この期では9勝1敗の好成績をあげるが、順位の差で昇級は逃した。
- 第31期竜王戦3組の昇級者決定戦・決勝で、中座真を破り2組に昇級[11]。これにより竜王ランキング戦連続昇級の規定を満たし、2018年（平成30年）11月16日付で七段に昇段した[12]。
- 第78期順位戦（2019年度）では最終局で宮田敦史七段に勝利し、9勝1敗の成績を残し、B級2組への昇級を決めた。第33期竜王戦2組ランキング戦で優勝し、1組に昇級。
- 第79期順位戦（2020年度）では第1局で藤井聡太七段に敗れるもののその後8連勝し、第9局の時点で8勝1敗となった。競争相手である2敗の棋士3名が第9局で全員敗れて3敗になったことで2位が確定し、最終局を残してB級1組への昇級を決めた。藤井聡太王位・棋聖と並んでの2年連続昇級となった。
- 第81期順位戦（2022年度）では9勝3敗で1位となり、A級への昇級と八段昇段を決めた[13]。第72回NHK杯テレビ将棋トーナメントでは決勝で藤井竜王に敗れ準優勝。

### 全棋士参加棋戦優勝・タイトル戦登場
- 第73回NHK杯テレビ将棋トーナメントでも決勝で藤井NHK杯選手権者と再戦。169手で勝利し初優勝[14]。しかし翌年の第74回では郷田真隆九段に敗れ初戦敗退。
- 第37期竜王戦では挑戦者決定三番勝負で広瀬章人九段に2連勝とし、藤井聡太竜王への挑戦権獲得[15]。番勝負では第2局・第4局の先手番を勝ち切り2勝2敗の五分とするも、第5局-第6局と連敗し2勝4敗で敗退。

## 棋風
- 渋い将棋を好み[16]、デビュー当時の得意戦法は矢倉囲いであった[6]。プロデビュー時に「どんなに悪くても（＝不利な局面になっても）、最後まで諦めないで指すタイプ。簡単には折れないのが長所。そういうところを棋譜などで感じ取ってもらえたら嬉しい」と語っている[7]。対局の大半は居飛車だが、作戦として振り飛車を指すこともある。
- 横歩取り6八玉型の「横歩取り勇気流」と呼ばれる戦法を創案し、2017年度の升田幸三賞を受賞した[17]。「横歩取り勇気流」は、大内延介から愛蔵の将棋盤を2015年に譲り受けたのを契機に、その盤に向かい合って研究を重ね、自分の将棋について深く考えることが増えた中で生まれた[18]。

## 人物・エピソード
- スイスの最西端の都市ジュネーヴで生まれ、2歳までフランスに滞在[1]。帰国後は埼玉県三郷市で育った。将棋は帰国後の5歳から始めている[19]。きっかけは水泳で罹患していた中耳炎を悪化させて1週間ほど入院し、退院後も安静が必要だったため屋内で遊べるものをと母親が将棋セットを与えたことであった[1]。佐々木家では祖父がもっぱら囲碁に親しんでいたが、5歳児では碁石を食べ物と間違えて誤飲しかねないため、将棋を選んだという[16]。
- 石田和雄の弟子で棋士となったのは、勝又清和以来、佐々木が15年半ぶり・2人目である。
- プロデビューは、都立高校としては初の中高一貫校・東京都立白鷗高校1年生の時である[注 6][1]。元・東京都教育委員で当時日本将棋連盟会長であった米長邦雄永世棋聖は、「伝統文化を積極的に取り入れている学校の在校生が棋士になったことは、都教委の勝利」としている[6][注 7]。

### 趣味・好物
- 中学までは陸上部、高校時代はバスケットボール部に所属。将棋連盟にもバスケ部を作り部長を務める。その他、連盟のフットサル部にも所属[20]。
- 対局時の食事の出前で、餅をトッピングとして追加注文することが多い。佐々木のこの注文が契機となり、2016年後半から将棋界では空前の「餅トッピングブーム」が起きた[21]。ただ力うどんが元々餅入りだと知らず、勢い余って「力うどんに餅追加」を注文してしまったこともある。
- かなりの大食漢。2024年の第37期竜王戦七番勝負では、第1局初日の昼食で「ビッグハンバーガー＆スパゲティボロネーズ」を注文したのを皮切りに[22]、度々昼食で2人前の注文を敢行した。2025年2月の第83期順位戦A級最終局・対佐藤天彦戦では、夕食休憩時に本まぐろ丼・うな重・国産牛フィレステーキの3品を注文し関係者を驚かせた[23]（本人によれば「全て完食した」という[24]）。

### 棋士との関係
- 2013年10月にプロ棋士となった三枚堂達也とは幼少期から同じ将棋道場[注 8]に通い、同じ都立白鷗高校出身で、奨励会も同期で入会した仲で、1年年上の三枚堂は四段昇段決定時のコメントで佐々木をライバル視している[25]。三枚堂のプロ四段としての初対局相手は奇しくも佐々木であった[注 9]。
- 都立白鷗中学・高校の同級生には、奨励会に在籍中であった渡辺和史がいたが、当時は互いに将棋を指したことはなく昼休みにバスケに興じた仲で、佐々木が部長を務める将棋連盟バスケ部に渡辺和史も所属して楽しんでいる[26]。
- 9藤井聡太に対して強い対抗意識を持っていることで知られる。公式戦初対局で藤井のプロデビュー以来の連勝を止めた第30期竜王戦決勝トーナメント2回戦に先立ち、二度に渡って藤井の対局に立会い[注 10]、100名を超える報道陣の中で対局するための場馴れをした[28]。藤井戦に勝利した佐々木と語り合った三枚堂によると、佐々木はこの場馴れが勝因であったと語り、対藤井戦の可能性が生じたら同様にするように勧めたという[29][注 11]（ただし佐々木本人は路上で軽く振った程度の認識であった[30]）。
- 伊藤匠が四段昇段を決めたとき、昇段祝いの宴席を呼びかけ三枚堂達也ら数名で集まったが、二度の飲食費の全額を伊藤に負担させたと伊藤本人が東竜門Twitterアカウントで発言をしたことが物議を醸した。なお、伊藤はすぐに当該ツイートを削除し「勇気さんは普段からお世話になっている先輩で、度々ご馳走になってきたので、四段に昇段した際に初めて払わせて頂いたというのが本当のところです。」と訂正している[31]。

### その他
- 前述した藤井を29連勝で止めた際、メディアから殺到した取材依頼を「将棋に集中するため」と全て断ったストイックな面を持つ[32]。
- 端正な顔立ちのイケメンで女性ファンが多いとの評判があり[33]、スーツ姿の棋士が多い中、和装で登場することもある[33]。
- 2024年12月に指宿市の観光大使に任命された。同年に行われた第37期竜王戦七番勝負第6局に挑戦者として指宿を訪問した他、過去にはタイトル戦の副立会人や大盤解説等で指宿を訪問した際に砂むし風呂を楽しむ等の縁で「永世砂むし温泉」と称されていた経緯もあった[34][35]。

## 昇段履歴
- 2004年09月29日 : 6級 = 奨励会入会（当時 小学4年）
- 2005年01月06日 : 5級（9勝3敗、当時 小学4年）
- 2005年06月28日 : 4級（6連勝、当時 小学5年）
- 2005年09月08日 : 3級（9勝2敗、当時 小学5年）
- 2005年11月22日 : 2級（9勝3敗、当時 小学5年）
- 2006年10月28日 : 1級（9勝3敗、当時 小学6年）
- 2007年04月14日 : 初段（12勝2敗、当時 中学1年）
- 2007年06月09日 : 二段（8連勝、当時 中学1年）
- 2008年04月19日 : 三段（12勝4敗、当時 中学2年） = 中学2年4月の三段昇段は歴代2位タイ記録。
2008年04月00日 : 三段（第44回奨励会三段リーグ＜2008年度後期＞から三段リーグ参加）
- 2010年10月01日 : 四段（第47回奨励会三段リーグ成績1位・14勝4敗）[36] = プロ入り（当時 高校1年）
- 2014年03月11日 : 五段（順位戦C級1組昇級、通算91勝46敗）[37]
- 2017年07月11日 : 六段（勝数規定／五段昇段後公式戦120勝、通算211勝98敗）[38]
- 2018年11月16日 : 七段（竜王ランキング戦連続昇級、通算243勝120敗）[39]
- 2023年03月09日 : 八段（順位戦A級昇級、通算349勝177敗）[40][41][42]

## 主な成績

### タイトル履歴
タイトル戦登場
- 竜王戦（2024年度 = 第37期）

登場回数 1回、タイトル獲得なし

### 棋戦優勝
- NHK杯テレビ将棋トーナメント：1回（2023年度 = 第73回）
- 加古川青流戦：1回（2013年度 = 第3期）

合計 2回

### 将棋大賞
- 第44回（2016年度）：最多対局賞 = 65局[43]
- 第45回（2017年度）：升田幸三賞 「横歩取り勇気流」[17]

### 在籍クラス
| 開始 年度 | (出典)順位戦出典 | (出典)順位戦出典 | (出典)順位戦出典 | (出典)順位戦出典 | (出典)順位戦出典 | (出典)順位戦出典 | (出典)順位戦出典 | (出典)順位戦出典 | (出典)竜王戦出典 | (出典)竜王戦出典 | (出典)竜王戦出典 | (出典)竜王戦出典 | (出典)竜王戦出典 | (出典)竜王戦出典 | (出典)竜王戦出典 | (出典)竜王戦出典 | (出典)竜王戦出典 | (出典)竜王戦出典 |
| 開始 年度 | 期               | 名人             | A級              | B級              | B級              | C級              | C級              | 0                | 期               | 竜王             | 1組              | 2組              | 3組              | 4組              | 5組              | 6組              | 決勝 T           |                  |
| 開始 年度 | 期               | 名人             | A級              | 1組              | 2組              | 1組              | 2組              | 0                | 期               | 竜王             | 1組              | 2組              | 3組              | 4組              | 5組              | 6組              | 決勝 T           |                  |
| --- | ---------------- | ---------------- | ---------------- | ---------------- | ---------------- | ---------------- | ---------------- | ---------------- | ---------------- | ---------------- | ---------------- | ---------------- | ---------------- | ---------------- | ---------------- | ---------------- | ---------------- | ---------------- |
| 2010 | 69               | 四段昇段前       | 四段昇段前       | 四段昇段前       | 四段昇段前       | 四段昇段前       | 四段昇段前       | 四段昇段前       | 24               |                  |                  |                  |                  |                  |                  | 6組              | --               | 1-2              |
| 2011 | 70               |                  |                  |                  |                  |                  | C240             | 5-5              | 25               |                  |                  |                  |                  |                  |                  | 6組              | --               | 5-1              |
| 2012 | 71               |                  |                  |                  |                  |                  | C221             | 8-2              | 26               |                  |                  |                  |                  |                  | 5組              |                  | --               | 5-2              |
| 2013 | 72               |                  |                  |                  |                  |                  | C205             | 8-2              | 27               |                  |                  |                  |                  |                  | 5組              |                  | --               | 4-1              |
| 2014 | 73               |                  |                  |                  |                  | C131             |                  | 5-5              | 28               |                  |                  |                  |                  | 4組              |                  |                  | --               | 1-2              |
| 2015 | 74               |                  |                  |                  |                  | C118             |                  | 8-2              | 29               |                  |                  |                  |                  | 4組              |                  |                  | --               | 3-2              |
| 2016 | 75               |                  |                  |                  |                  | C108             |                  | 6-4              | 30               |                  |                  |                  |                  | 4組              |                  |                  | 2-1              | 5-0              |
| 2017 | 76               |                  |                  |                  |                  | C106             |                  | 9-1              | 31               |                  |                  |                  | 3組              |                  |                  |                  | --               | 3-1              |
| 2018 | 77               |                  |                  |                  |                  | C103             |                  | 5-5              | 32               |                  |                  | 2組              |                  |                  |                  |                  | --               | 1-2              |
| 2019 | 78               |                  |                  |                  |                  | C114             |                  | 9-1              | 33               |                  |                  | 2組              |                  |                  |                  |                  | 0-1              | 4-0              |
| 2020 | 79               |                  |                  |                  | B222             |                  |                  | 9-1              | 34               |                  | 1組              |                  |                  |                  |                  |                  | --               | 1-2              |
| 2021 | 80               |                  |                  | B112             |                  |                  |                  | 7-5              | 35               |                  | 1組              |                  |                  |                  |                  |                  | --               | 0-2              |
| 2022 | 81               |                  |                  | B105             |                  |                  |                  | 9-3              | 36               |                  |                  | 2組              |                  |                  |                  |                  | --               | 3-2              |
| 2023 | 82               |                  | A 09             |                  |                  |                  |                  | 4-5              | 37               |                  |                  | 2組              |                  |                  |                  |                  | 4-0              | 4-0              |
| 2024 | 83               |                  | A 07             |                  |                  |                  |                  | 5-4              | 38               |                  | 1組              |                  |                  |                  |                  |                  | -                | 3-1 (2位)        |
| 2025 | 83               |                  | A 04             |                  |                  |                  |                  | -                | 39               |                  | 1組              |                  |                  |                  |                  |                  | --               |                  |
| 順位戦、竜王戦の 枠表記 は挑戦者。右欄の数字は勝-敗(番勝負/PO含まず)。 順位戦の右数字はクラス内順位 ( x当期降級点 / *累積降級点 / +降級点消去 ) 順位戦の「F編」はフリークラス編入 /「F宣」は宣言によるフリークラス転出。 竜王戦の 太字 はランキング戦優勝、竜王戦の 組(添字) は棋士以外の枠での出場。 |                  |                  |                  |                  |                  |                  |                  |                  |                  |                  |                  |                  |                  |                  |                  |                  |                  |                  |

### 年度別成績
| 年度             | 対局数 | 勝数 | 負数 | 勝率   | (出典) |          |          |          |          |          |
| ---------------- | ------ | ---- | ---- | ------ | ------ | -------- | -------- | -------- | -------- | -------- |
| 2010年度         | 8      | 4    | 4    | 0.5000 | [ 46 ] | 通算成績 | 通算成績 | 通算成績 | 通算成績 | 通算成績 |
| 年度             | 対局数 | 勝数 | 負数 | 勝率   | (出典) | 対局数   | 勝数     | 負数     | 勝率     | (出典)   |
| 2011年度         | 40     | 26   | 14   | 0.6500 | [ 47 ] |          |          |          |          |          |
| 2012年度         | 41     | 27   | 14   | 0.6585 | [ 48 ] |          |          |          |          |          |
| 2013年度         | 49     | 35   | 14   | 0.7142 | [ 49 ] |          |          |          |          |          |
| 2014年度         | 47     | 29   | 18   | 0.6170 | [ 50 ] |          |          |          |          |          |
| 2015年度         | 47     | 34   | 13   | 0.7234 | [ 51 ] |          |          |          |          |          |
| 2016年度         | 65     | 46   | 19   | 0.7076 | [ 52 ] |          |          |          |          |          |
| 2017年度         | 43     | 31   | 12   | 0.7209 | [ 53 ] |          |          |          |          |          |
| 2018年度         | 40     | 22   | 18   | 0.5500 | [ 54 ] |          |          |          |          |          |
| 2019年度         | 32     | 20   | 12   | 0.6250 | [ 55 ] |          |          |          |          |          |
| 2020年度         | 39     | 28   | 11   | 0.7179 | [ 56 ] |          |          |          |          |          |
| 2011-2020 (小計) | 443    | 298  | 145  |        |        | 通算成績 | 通算成績 | 通算成績 | 通算成績 | 通算成績 |
| 年度             | 対局数 | 勝数 | 負数 | 勝率   | (出典) | 対局数   | 勝数     | 負数     | 勝率     | (出典)   |
| 2021年度         | 38     | 20   | 18   | 0.5263 | [ 57 ] | 489      | 322      | 167      | 0.6584   | [ 58 ]   |
| 2022年度         | 39     | 28   | 11   | 0.7179 | [ 59 ] | 528      | 350      | 178      | 0.6628   | [ 60 ]   |
| 2023年度         | 45     | 27   | 18   | 0.6000 | [ 61 ] | 573      | 377      | 196      | 0.6579   | [ 62 ]   |
| 2024年度         | 53     | 34   | 19   | 0.6415 | [ 63 ] | 626      | 411      | 215      | 0.6565   | [ 64 ]   |
| 2021-2024 (小計) | 175    | 109  | 66   |        |        |          |          |          |          |          |
| 通算             | 626    | 411  | 215  | 0.6565 | [ 64 ] |          |          |          |          |          |
| 2024年度まで     |        |      |      |        |        |          |          |          |          |          |

### その他記録
- 2024年12月09日 - 通算400勝達成（第66期王位戦 予選、対佐藤康光九段戦）[65][66]